# Ümit Özat
Ümit Özat (Ankara, 30 oktober 1976) is een voormalig Turks voetballer.

## Biografie
Ümit Özat is geboren en getogen in de hoofdstad Ankara. De verdediger begon zijn voetbalcarrière bij het regionale Keçiörengücü. In 1995 werd hij gescout door Gençlerbirliği, dat bekendstaat om haar goede jeugdopleiding, en niet veel later tekende Özat een contract bij deze club. Hij speelde veelal in de verdediging maar kwam ook uit de voeten als voorstopper of verdedigende middenvelder.
Na zes succesvolle jaren bij de club uit Ankara, moest de speler in het seizoen 2001/2002 op huurbasis uitkomen voor Bursaspor, na een conflict met de trainer.
Het seizoen daarop contracteerde Fenerbahçe de veelzijdige speler. In zijn eerste twee seizoenen was Özat centraal achterin te vinden, maar later was hij een vaste waarde als linksback. Zijn vele rushes en nuttige voorzetten hebben Fenerbahçe veel doelpunten bezorgd. Özat werd ook aanvoerder van Fenerbahçe en kreeg veel respect van de supporters omdat hij elke wedstrijd zijn taak goed uitvoerde. Nadat bekend was geworden dat Roberto Carlos bij Fenerbahçe zou gaan spelen, besloot Özat in te gaan op een Europees avontuur in Duitsland.
Vanaf de zomer van 2007 speelde Özat bij de Duitse ploeg 1. FC Köln, onder leiding van ex-Fenerbahçe trainer Christoph Daum. Deze maakte hem in Keulen ook aanvoerder.
Op 29 augustus 2008 werd Özat tijdens een wedstrijd tegen Karlsruher SC onwel. De aanvoerder bleek onderuit te zijn gegaan vanwege een onwillige hartspier veroorzaakt door een virus.
Op 14 maart 2009 maakt Özat bekend te moeten stoppen met voetballen vanwege die onwillige hartspier en de bijbehorende hartritmestoornissen. Het bedrijven van topsport brengt daardoor te veel risico's met zich mee.
Özat debuteerde voor Turkije op 16 augustus 2000 tegen Bosnië en Herzegovina. Hij speelde 41 maal voor het nationale team en maakte deel uit van de selectie die op het Wereldkampioenschap voetbal 2002 de derde plaats bereikte.